# Mandi Safar

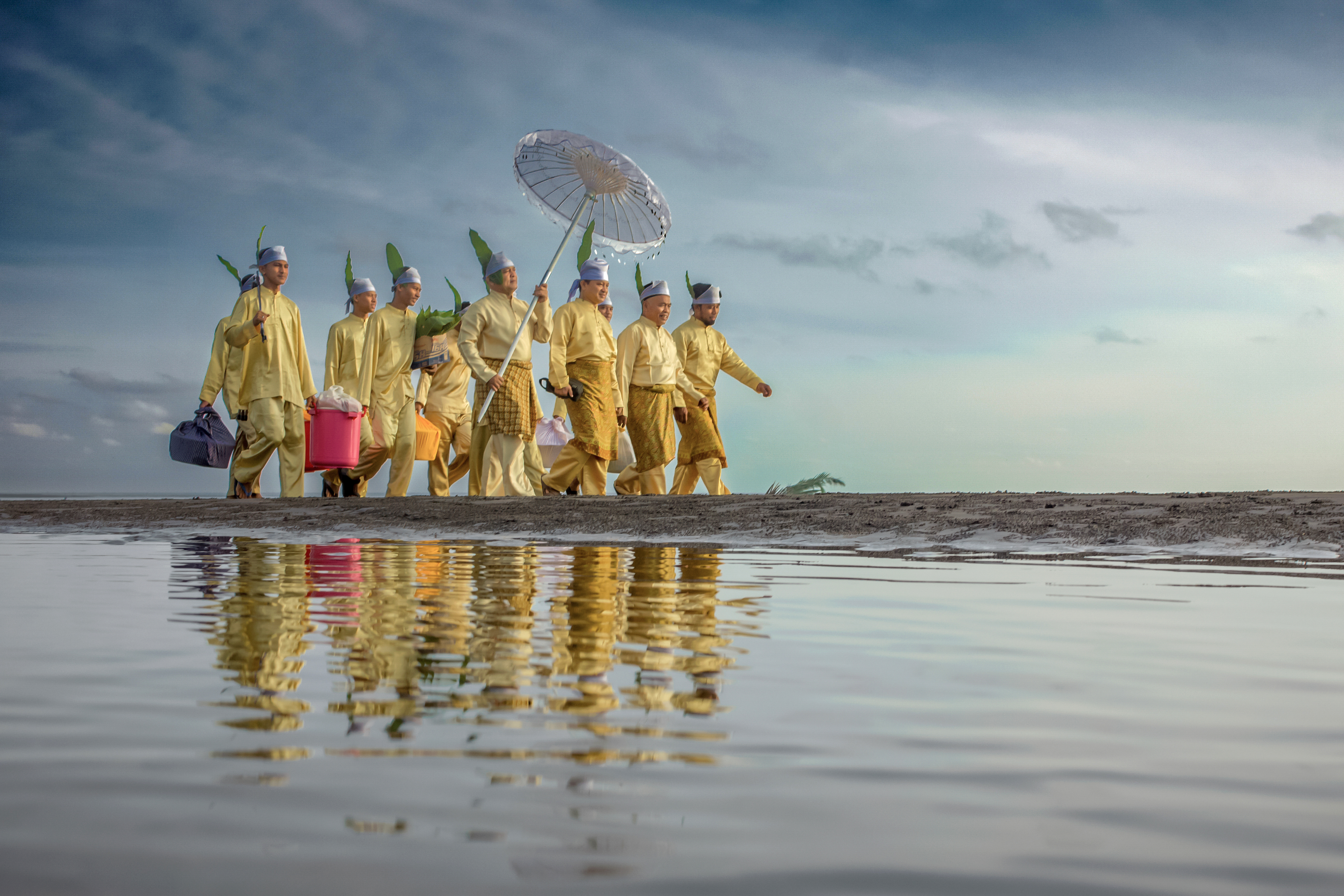
Mandi Safar im Dorf Air Hitam Laut in der indonesischen Provinz Jambi. Männer bringen mit Koranversen beschriebene Mangoblätter zum Strand.

Mandi Safar („Safar-Bad“) ist eine malaiische Badezeremonie, die am letzten Mittwoch des zweiten islamischen Monats Safar abgehalten wird, um Unheil abzuwenden. Am Morgen des betreffenden Tages baden die Menschen am Strand oder trinken Wasser, dem man eine segenbringende Wirkung zuschreibt. Dieses Wasser wird in der Weise hergestellt, dass man bestimmte Koranverse auf Papier oder eine kleine Tafel schreibt und die Schrift hinterher mit dem Wasser abwäscht. Dieses Wasser wird dann als Safar-Wasser (air safar) bezeichnet. Der Brauch, der in manchen Gegenden den Charakter eines Volksfestes hat, ist auf der malaiischen Halbinsel, in Singapur sowie in der Provinz Jambi und auf den Riau-Inseln in Indonesien verbreitet. In Malaysia und Singapur wurde er allerdings 1963 zu einer unerlaubten Neuerung erklärt. Am letzten Mittwoch des Monats Safar wurden bzw. werden in anderen Regionen der islamischen Welt ähnliche Feste gefeiert.

## Beschreibungen des Festes

### Von der malaiischen Halbinsel

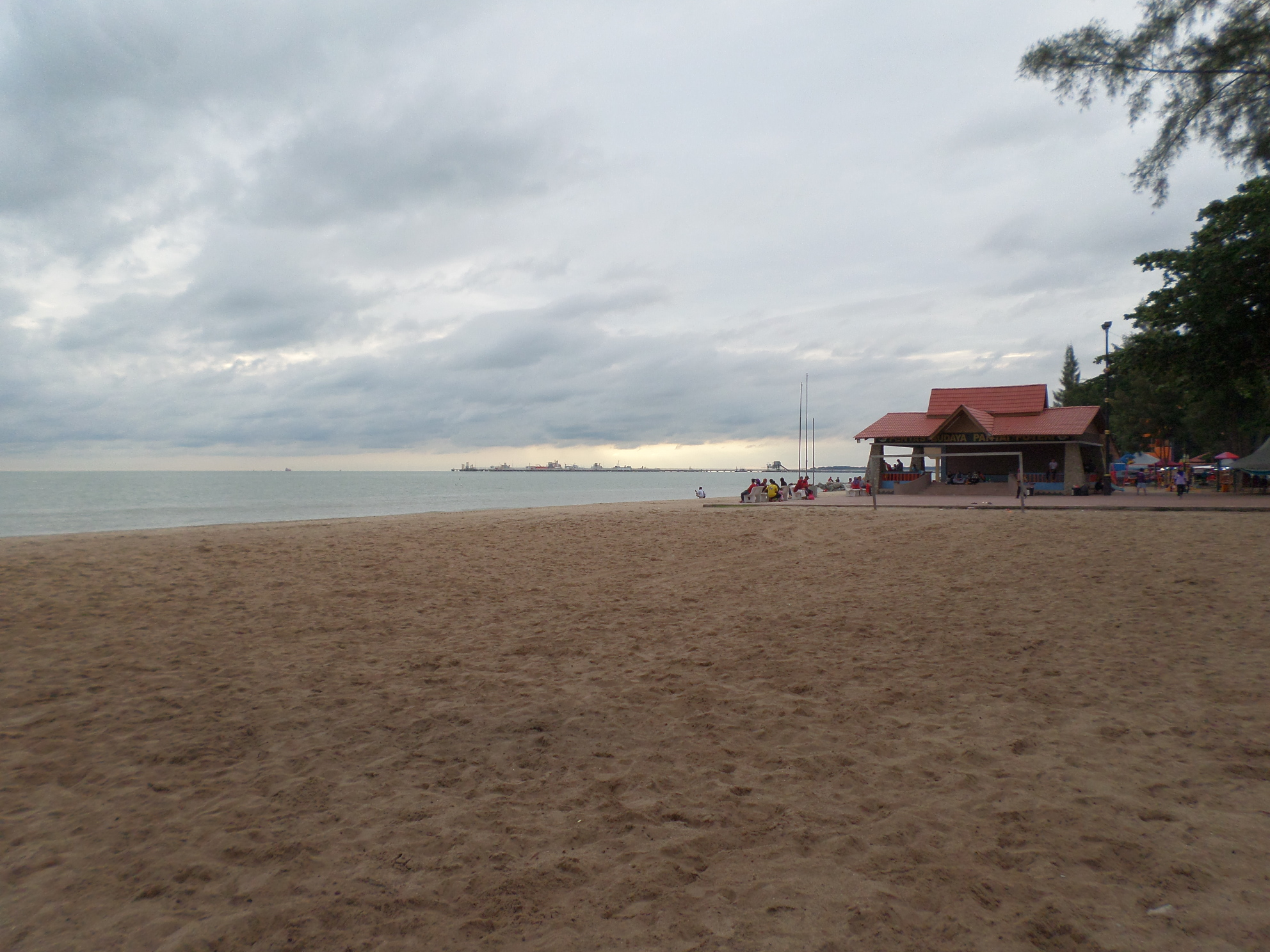
Der Strand von Tanjung Kling heute

Auf der malaiischen Halbinsel wurde Mandi Safar in der ersten Hälfte des 20. Jahrhunderts und darüber hinaus in vielen Gebieten begangen, darunter in Penang und Bagan Luar in Seberang Perai, im Bundesstaat Selangor, und Port Dickson im Bundesstaat Negeri Sembilan, doch wurde es mit besonderem Eifer und Aufwand in Tanjung Kling nördlich von Malakka und auf der Insel Pulau Besar südlich dieser Stadt gefeiert. Tanjung Kling war auch im ganzen Land für dieses Fest bekannt. Menschen kamen zu Tausenden aus Hunderten von Kilometern Entfernung, um alte Freunde zu treffen und an den fröhlichen Bräuchen teilzunehmen.

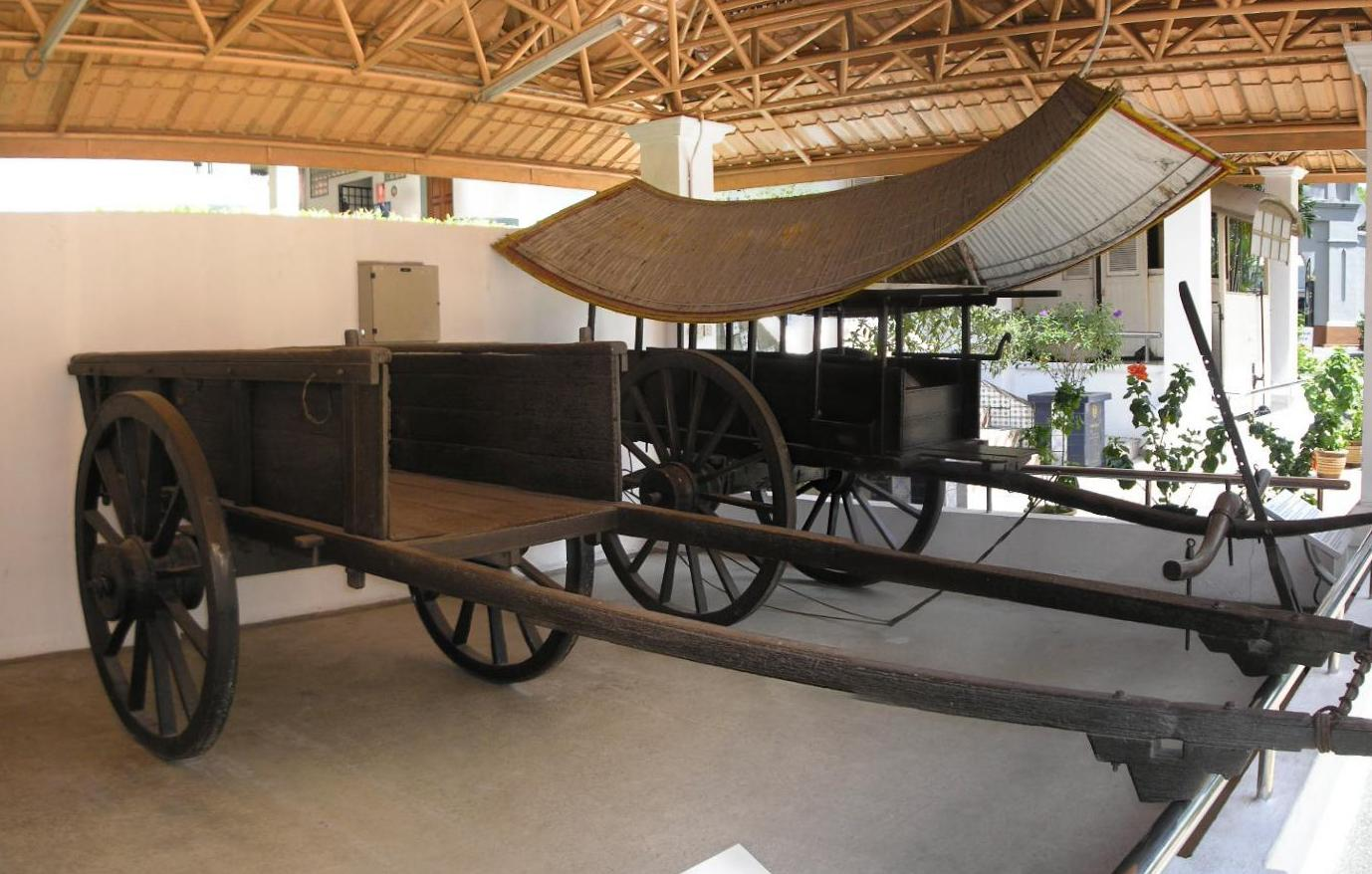
Rechts ein typischer malaiischer Ochsenkarren, wie er für die Fahrt zum Mandi-Safar-Fest in Tanjung Kling benutzt wurde. Nationalmuseum Kuala Lumpur

Nach Beschreibungen des Festes in Tanjung Kling aus den 1940er bis 1960er Jahren reisten die Menschen für das Fest schon am Vortag in Gruppen mit traditionellen Malakka-Ochsenkarren, auf dem Fahrrad oder zu Fuß zu den Festplätzen an Flussufern und am Meer. Die Anreise mit den Ochsenkarren war dabei selbst schon ein Ereignis, weil diese sich durch eine besondere Farbenfrohheit und durch spezielle sattelgewölbte Dächer aus strohgedeckten Palmen auszeichneten. Diejenigen, die auf Ochsenkarren anreisten, nahmen Proviant, Kleidung, Leinwände für Zelte und Musikinstrumente mit. Schon auf dem Weg zu den Gewässern wurde viel Musik gemacht. Die meisten erreichten ihr Ziel schon am Nachmittag des Vortags. Dort schlugen sie für die Nacht und den folgenden Tag ihre Lager am Meeres- oder Flussufer auf. An dem Strand von Tanjung Kling wurden zum Anlass des Festes auch zahlreiche Buden und Stände aufgebaut. Die Nacht verbrachten die jungen Leute mit Musik und Ronggeng- und Joget-Tänzen. Bei den Joget-Tänzen begegneten sich die Paare im gemessenen Schritt mit ausgestreckten Handflächen und nach oben gerichteten Fingern in anmutigen Gesten, durften sich aber nicht berühren. Oft wurden diese Tänze von improvisierten gesungenen Pantun-Gedichten begleitet, bei denen die Männer und Frauen sich gegenseitig mit komischen Versen zu überbieten versuchten. Jede Strophe wurde dabei von einem Duett aus Trommeln und einer selbstgebauten Geige beantwortet. An manchen Orten gab es auch Kinovorführungen. Dort, wo vielen Menschen zusammenkamen, drehten Straßenhändler die Runde und boten Eiswasser, Obst, Kuchen, Saté und Currys an. Die Menschen legten sich, wenn überhaupt, erst am frühen Morgen schlafen.
Der Tag des eigentlichen Festes begann nach der Beschreibung von Mrinal Paul damit, dass die älteren Frauen, während die jüngere Generation am Strand spielte und die Straßenhändler ihre Stände aufbauten, sich in aller Stille auf das Reinigungsbad vorbereiteten und sich in schlicht gemusterten Sarongs und Kebayas ihren Weg durch die Menge ins lauwarme Wasser bahnten. Nach anderen Beschreibungen nahmen auch die jungen Männer und Frauen selbst an dem zeremoniellen Bad im Wasser eines Flusses oder Meeres teil. Ältere Leute tauchten außerdem ein Blatt Papier ins Wasser, auf das ein spezielles Gebet geschrieben war, bevor sie sich selbst ins Wasser begaben und davon tranken, in dem Glauben, dass dies eine segenbringende Wirkung hat. Diejenigen, die sich nicht selbst an ein Gewässer begeben konnten, sollten bei dem Fest wenigstens etwas davon trinken. Dem Wasser wurde dabei eine läuternde und glückbringende Wirkung zugeschrieben. Am Nachmittag des Festtages packten die Menschen ihre Habseligkeiten wieder in die Ochsenkarren und reisten ab. Manche brauchten für die Rückreise zu ihren Heimatorten zwei Nächte.
Nach Mrinal Paul waren die Ochsenkarren eine Besonderheit des Festes in Tanjung Kling. Zu den anderen Badeorten weiter nördlich, Port Dickson, Morib und Bagan Luar in Penang, reisten die Menschen in den 1960er Jahren mit Autos und Bussen an, und die traditionelle Volksmusik war bereits tragbaren Grammophonen und Transistorradios gewichen.
Nach Singaravelu war Mandi Safar vor allem ein Fest für junge Männer und Frauen, wobei die Frauen üblicherweise unter der wachsamen Aufsicht älterer Frauen standen. Für malaiische Frauen und Mädchen gab es zu keiner Zeit im Jahr so viel Freiheit zum Feiern wie bei Mandi Safar. Während sie sonst in Abgeschiedenheit gehalten wurden, hatten sie bei Mandi Safar die Freiheit, ihre Reize zur Schau zu stellen, zu sehen und gesehen zu werden. Das Fest diente häufig auch der Eheanbahnung junger Männer und Frauen. Nach Pendeta Za'ba hatten die traditionellen Heiratsvermittler kurz nach dem Fest üblicherweise viel damit zu tun, mit den Eltern der Interessenten Heiratsanträge vorzubereiten.

### Aus Singapur

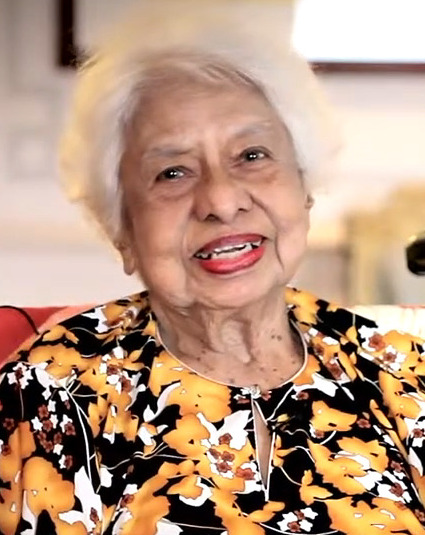
Khatijun Nissa Siraj

Über die Art, wie das Fest bis in die 1960er Jahre in Singapur gefeiert wurde, gibt ein Interview Aufschluss, das das National-Archiv von Singapur im Rahmen seines Oral-History-Projekts 1996 mit der indischstämmigen muslimischen Frauenrechtlerin Khatijun Nissa Siraj führte. Sie erzählt darin, dass ihre Familie, die sehr wohlhabend war, ein Haus am Meer hatte, und sich zum Mandi-Safar-Fest zahlreiche Freundinnen und Verwandte dort einzufinden pflegten, um ein Bad zu nehmen und zu schwimmen. Es herrschte dabei eine sehr ausgelassene Atmosphäre. Einige Freundinnen und Verwandte blieben mehrere Tage. Die Frauen nähten sich für diesen Anlass Faschingskostüme. An dem Fest nahmen nur Frauen und Kinder teil, während die Männer arbeiteten.
Die Kinder trugen Badeanzüge, die Frauen und älteren Mädchen Sarong und Kebaya. Damit gingen sie auch ins Wasser, weil es ein öffentlicher Strand war und sie als Muslime keine Schwimmanzüge tragen durften. Der Strand war zu dieser Zeit gut besucht. Andere Familien, die kein Haus am Meer hatten, kamen mit ihren Autos und parkten am Meer. Sie brachten ihr Essen mit, hielten Picknicks ab und machten Musik, mit Kendang, Mandoline oder Radio. Überall in Singapur begaben sich die Menschen ans Meer, um Unheil abzuwenden (buang sial). Aufgrund der Kritik der muslimischen Religionsgelehrten, die das Fest als Hindu-Brauch einordneten und für harām erklärten, bekamen die Menschen jedoch Angst und feierten es ab den 1970er Jahren nicht mehr.

### Aus der indonesischen Provinz Jambi
Die Art, wie das Fest heute in der indonesischen Provinz Jambi gefeiert wird, wird in einer Broschüre des indonesischen Erziehungs- und Kultusministeriums von 2016 für Grundschüler anhand des Beispiels des Dorfes Air Hitam Laut beschrieben. Eine Besonderheit ist hier, dass das Fest nicht am letzten Mittwoch, sondern in der dritten Woche des Monats Safar stattfindet. Die Vorbereitung für das Fest findet im Hof eines Pesantren statt, wobei Santri-Schüler der Schule selbst mithelfen, indem sie Eierdekorationen und Papierblumen herstellen und Bilder malen. Die Eier werden bemalt und auf feine Bambusstäbe gesteckt. Unterdessen werden am Strand Sonnensegel und Banner aufgestellt.

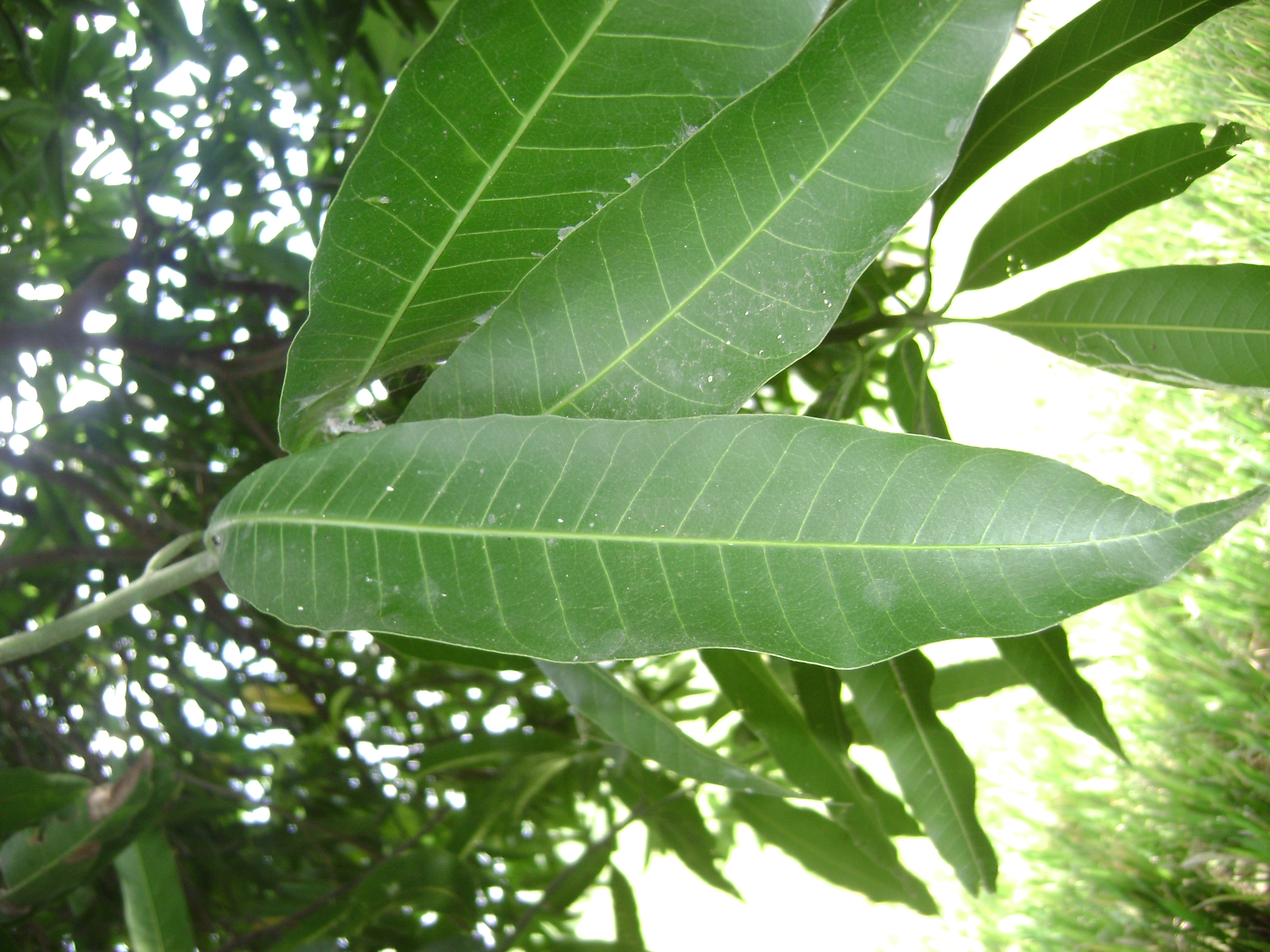
Mangoblätter, wie sie beim Mandi-Safar-Fest in Jambi verwendet werden.

Zu den Vorbereitungen gehört auch, dass Kiais, also islamische Geistliche, sieben spezielle Koranverse auf Mangoblätter schreiben. Es handelt sich dabei um diejenigen sieben, in denen das Wort Salām vorkommt, nämlich Sure 36:58, Sure 37:79, 109, 120, 130, Sure 39:73 und Sure 97:5. Die mit Koranversen beschriebenen Mangoblätter sind dafür bestimmt, später in das Wasser getaucht zu werden, in dem man das rituelle Band nimmt. Menschen, die nicht schreiben können, erhalten die Blätter von einem Kiai. Den Blättern, die von einem Kiai beschrieben wurden, wird auch eine besonders große Wirkung zugeschrieben. Für das Aufschreiben der Koranverse verwendet man eine Tinte, die sich gut in Wasser löst. Die Manggoblätter werden später in weiße Tücher gewickelt, die Reinheit symbolisieren.
Am Mandi-Safar-Tag selbst begibt man sich zu einem Festplatz, auf dem Zelte und eine Bühne aufgebaut sind, wobei vor der Bühne ein mit Eierblumen geschmücktes Floß mit einem Minarett steht. Üblicherweise erscheinen zu der Zeremonie auch der stellvertretende Provinzgouverneur und der Chef des Regierungsbezirks und halten Ansprachen. Die Regionalregierung widmet dem Fest große Aufmerksamkeit. Nach den Ansprachen begibt sich die Menge in einer Prozession zum Strand, wobei die sieben Koranverse rezitiert werden. Die Prozession wird von einem Zeremonienmeister angeführt, der von einem gelben Schirm abgedeckt wird. Der Schirm soll die Loyalität der Gesellschaft gegenüber ihren gerechten und klugen Anführern zum Ausdruck bringen. Als Zeremonienmeister fungiert dabei der Kiai. Bei der Prozession wird auch das Floß mit dem Minarett mitgeführt. Dieses wird anschließend ins Wasser gesetzt. Der Kiai streut die Mangoblätter ins Wasser und taucht anschließend darin mehrfach langsam unter. Die Teilnehmer der Zeremonie tun es ihm gleich.
Nachdem alle Teilnehmer mit dem Baden fertig sind, besteigen Beamte und Gemeindevorsteher das Floß, nehmen die auf dem Floß geklebten Eierblumen und verteilen sie an die Teilnehmer der Zeremonie. Die Teilnehmer der Zeremonie versuchen sie zu erhaschen und planschen dabei im Meerwasser. Danach findet ein gemeinsames Mittagessen statt, wobei auf der Bühne Musik- und Tanzdarbietungen stattfinden. Am Nachmittag finden häufig Wettbewerbe statt, in welchen es darum geht, wer den schönsten Drachen gebaut oder sein Boot am schönsten dekoriert hat.

## Beziehungen zu anderen Festen und religiöse Begründungen
Am letzten Mittwoch des Monats Safar wurden und werden zum Teil noch immer in anderen Regionen der islamischen Welt ähnliche Feste gefeiert. In Indien heißt dieses Fest Āchirī Tschahārschanba, in Aceh Rabu Abéh, in den malaiischen Gebieten Rabu penghabisan und auf Java Rebo Wekasan, was alles im Prinzip das Gleiche bedeutet, nämlich „Letzter Mittwoch“ (siehe auch Der letzte Safar-Mittwoch). In Indien war es auch üblich, am frühen Morgen dieses Tages die sieben koranischen Salām-Formeln aufzuschreiben, den beschriebenen Stoff hinterher abzuwaschen und das Wasser zu trinken.
Mrinal Kanti Paul vermutet beim Mandi-Safar-Fest hinduistische Ursprünge und verweist auf die heiligen Bäder im Ganges bei Benares. Hierbei stellt sie besonders heraus, dass ältere malaiische Frauen die Brandung, in die sie sich beim Mandi-Safar-Fest hineinbegeben, als Mittel zur Reinigung von ihren Sünden betrachten. Nach S. Singaravelu hat das Mandi-Safar-Fest hinsichtlich vieler Elemente Ähnlichkeiten mit einem Wasserfest der alten Tamilen, das in der Paripadal-Anthologie beschrieben wird. Auch bei diesem Fest erfolgt die Anreise zum Fluss oder ans Meer in Gruppen mit Ochsenkarren, es nehmen vor allem junge Männer und Frauen teil, die Frauen stehen dabei unter der Aufsicht älterer Frauen, und der Anlass ist gekennzeichnet durch Unterhaltung mit Musik, Liedern und Tänzen. Die jungen Männer und Frauen vergnügen sich im Flusswasser, wobei es einigen jungen Mädchen gelingt, der Vormundschaft der älteren Frauen zu entkommen. Singaravelu vermutet deswegen, dass das Mandi-Safar-Fest ursprünglich ein weltliches Badefest war, das im Rahmen der malaiisch-tamilischen Kulturbeziehungen entstand, der Eheanbahnung diente und erst während des Sultanats Malakka mit einer islamischen Bedeutung versehen wurde.
Das Mandi-Safar-Fest hat tatsächlich nur eine schwache religiöse Grundlage im Islam. Zwar stellt es eine Art Ghusl dar, doch gibt es keinen Hadith, der für den letzten Mittwoch eine solche Vollwaschung vorschreibt. Die übliche Begründung ist, dass Safar ein Unglücksmonat sei und man mit diesem Bad Unheil für den Rest des Jahres abwenden könne. Nach dem Glauben der Menschen in Jambi lässt Gott im Monat Safar häufig Katastrophen wie Überschwemmungen, Stürme, Brände geschehen oder Seuchen ausbrechen. Um sich vor diesen Katastrophen zu schützen, führt man diese Bäder durch, die mit Duʿā'-Gebeten begleitet werden. Gleichzeitig bringt man seine Freude darüber zum Ausdruck, dass einem im vergangenen Jahr Sicherheit und Schutz vor Schädigungen, Unfällen und Unglücken gewährt wurde. Die einzige religiöse Begründung, die für den Brauch angeführt wird, ist eine Überlieferung, wonach sich der Prophet Mohammed während der Krankheit, die ihm den Tod brachte, am letzten Mittwoch des Monats besser gefühlt und daraufhin seine letzte Vollwaschung vorgenommen haben soll, bevor er am 12. Tag des nächsten Monats starb.

## Die Kritik der islamischen Gelehrten an der Zeremonie
Da die Überlieferung über die islamischen Grundlagen des Mandi-Safar-Festes schwach sind, wurden die Mandi-Safar-Feiern schon in den 1930er Jahren von malaiischen Reformgelehrten wie Sayyid Shaykh al-Hadi kritisiert. Anfang der 1940er Jahre übten die religiösen Führer von British Malaya schon erheblichen Druck auf die Menschen aus, um sie dazu zu bringen, an den Feiern in Tanjung Kling nicht mehr teilzunehmen, doch zeigten diese Appelle nur wenig Wirkung, die Besucherzahlen blieben weiter hoch.
Dies änderte sich erst, als im Juli 1963 der amtierende Mufti von Johor, Datuk Abdul Jalil Hassan, in einer Fatwa erklärte, dass es eine Bidʿa und „reiner Unsinn“ (karut semata) sei, an diesem Tag ein Safar-Bad zu nehmen und Zauberwasser (air wafak) zu trinken, und fünf hochrangige Gelehrte aus Singapur, darunter der Vorsitzende des Scharia-Gerichtshofs, diese Fatwa billigten und unterstützten. Die Gelehrten riefen die Muslime dazu auf, die Mandi-Safar-Zeremonie nicht mehr zu vollziehen, um die „Reinheit des Islams“ zu bewahren. Der Mufti von Johor hatte seine Fatwa in Beantwortung einer Anfrage der Gesellschaft der südindischen ʿUlamā' von Singapur zur Legalität der Mandi-Safar-Zeremonie erteilt. In seiner Fatwa begründete er seine Ablehnung der Mandi-Safar-Zeremonie damit, dass es keinen religiösen Text gebe, der die Muslime dazu anhalte, diese Zeremonie zu vollziehen, weder einen Koranvers, noch einen Hadith oder einen Ausspruch der frühen Muslime. Auch entspreche diese Zeremonie nicht der akzeptierten Praxis einer der vier sunnitischen Rechtsschulen. Zwar gebe es einen schwachen Hadith, wonach Gott am letzten Mittwoch des Safar Unglück herabsende, doch sei dieser schwach, weil seine Überlieferer bekannte Lügner seien. Die Herstellung des Safar-Wassers verurteilte der Mufti als eine verbotene magische Praktik, die sich auf solche Zauberbücher stütze wie Šams al-maʿārif al-kubrā von Ahmad al-Būnī (gest. 1225).

## Belege
1. ↑  Muhammad Mushfique Bin Ahmad Ayoup: Irsyad Al-Hadith Siri ke-210: Amalan Mandi Safar Büro des Mufti der Bundesterritoriumsabteilung des malaysischen Premierministers 16. August 2017.
2. ↑  Notiz von A.W.S. O’Sullivan in Christiaan Snouck Hurgronje: The Achehnese. Translated by A.W.S. O’Sullivan. Brill, Leiden 1906. S. 207.
3. ↑  Singaravelu: “The Malay-Tamil Cultural Contacts with Special Reference to the Festival of ‘Mandi Safar.’” 1986, S. 70.
4. 1 2  Bin Ahmad: Malay festivals and some aspects of Malay religious life: (3) Mandi Safar. 1949, S. 103.
5. 1 2 3 4  Blasdell: “Safar ablutions in Malacca”. 1943, S. 140.
6. 1 2 3  Paul : “Mandi Safar in Malaysia”. 1964, S. 27.
7. ↑  Singaravelu: “The Malay-Tamil Cultural Contacts with Special Reference to the Festival of ‘Mandi Safar.’” 1986, S. 69.
8. ↑  Paul : “Mandi Safar in Malaysia”. 1964, S. 28.
9. ↑  Paul: “Mandi Safar in Malaysia”. 1964, S. 28f.
10. ↑  Singaravelu: “The Malay-Tamil Cultural Contacts with Special Reference to the Festival of ‘Mandi Safar.’” 1986, S. 69–70.
11. 1 2  Paul : “Mandi Safar in Malaysia”. 1964, S. 29.
12. ↑  Singaravelu: “The Malay-Tamil Cultural Contacts with Special Reference to the Festival of ‘Mandi Safar.’” 1986, S. 69.
13. 1 2  Blasdell: “Safar ablutions in Malacca”. 1943, S. 141.
14. ↑  Bin Ahmad: Malay festivals and some aspects of Malay religious life: (3) Mandi Safar. 1949, S. 103f.
15. ↑  Transkript 26 des Interviews mit Khatijun Nissa Siraj vom 5. September 1996, Oral History Project, Women through the Years: Economic & Family Lives, Accession Number 001663, National Archives of Singapore. S. 408–410. Digitalisat
16. ↑  Transkript 27 des Interviews mit Khatijun Nissa Siraj vom 5. September 1996, Oral History Project, Women through the Years: Economic & Family Lives, Accession Number 001663, National Archives of Singapore. S. 412–414. Digitalisat
17. 1 2  Rassuh: Kemeriahan Mandi Safar. 2016, S. 13.
18. ↑  Rassuh: Kemeriahan Mandi Safar. 2016, S. 10.
19. ↑  Rassuh: Kemeriahan Mandi Safar. 2016, S. 15–17.
20. ↑  Rassuh: Kemeriahan Mandi Safar. 2016, S. 18.
21. ↑  Rassuh: Kemeriahan Mandi Safar. 2016, S. 11.
22. ↑  Rassuh: Kemeriahan Mandi Safar. 2016, S. 37.
23. ↑  Rassuh: Kemeriahan Mandi Safar. 2016, S. 15.
24. ↑  Rassuh: Kemeriahan Mandi Safar. 2016, S. 23.
25. ↑  Rassuh: Kemeriahan Mandi Safar. 2016, S. 24f.
26. ↑  Rassuh: Kemeriahan Mandi Safar. 2016, S. 15.
27. ↑  Rassuh: Kemeriahan Mandi Safar. 2016, S. 26.
28. ↑  Rassuh: Kemeriahan Mandi Safar. 2016, S. 27.
29. ↑  Rassuh: Kemeriahan Mandi Safar. 2016, S. 28f.
30. ↑  Rassuh: Kemeriahan Mandi Safar. 2016, S. 30.
31. ↑  Christiaan Snouck Hurgronje: The Achehnese. Translated by A.W.S. O’Sullivan. Brill, Leiden 1906. S. 206.
32. ↑  Gerhard Andreas Herklots: Qanoon-e-Islam, or, the Customs of the Moosulmans of India: compromising a full and exact account of their various rites and ceremonies from the moment of birth till the hour of death. Parbury, Allen, London 1832, S. 230–232.
33. ↑  Paul : “Mandi Safar in Malaysia”. 1964, S. 26.
34. ↑  Singaravelu: “The Malay-Tamil Cultural Contacts with Special Reference to the Festival of ‘Mandi Safar.’” 1986, S. 71–72.
35. ↑  Singaravelu: “The Malay-Tamil Cultural Contacts with Special Reference to the Festival of ‘Mandi Safar.’” 1986, S. 73.
36. ↑  Blasdell: “Safar ablutions in Malacca”. 1943, S. 140f.
37. ↑  Rassuh: Kemeriahan Mandi Safar. 2016, S. 12.
38. ↑  Blasdell: “Safar ablutions in Malacca”. 1943, S. 141f.
39. ↑  Wan Suhana binti Wan Sulong: Saudara (1928–1941): Its Contribution to the Debate on Issues in Malay Society and the Development of a Malay World-view. PhD thesis, University of Hull, 2003. S. 251.
40. ↑  "Jangan amalkan mandi Safar dan minum ayer wafak - Seruan" Berita Harian 9. Juli 1963, Seite 3, archiviert bei NewspaperSG.